# FUNNY PUPPY
『FUNNY PUPPY』（ファニー・パピー）は、ZIP-FMで2022年4月2日から2023年3月25日まで放送されていたラジオ番組。

## 放送・配信時間
いずれもJST。
ラジオ
- ZIP-FM 土曜日 13:00 - 16:00（2022年4月2日 - 2023年3月25日[1]）

### 過去
インターネット配信
- ABEMA RADIO 土曜日 13:00 - 16:00（2022年4月2日 - 2022年12月31日[注 1]）

## ナビゲーター
- 川村茉由

代打ナビゲーター
- 荒戸完（2022年12月17日）

## タイムテーブル
- 13:30 - 『MY SWEET TOWN』
- 14:05 - 『ここ掘れワンワン!FPリクエスト』
- 14:45 - 『HAPPY TIMES』
- 15:06 - 『FUNNY TAIL』[注 2]
- 15:40 - 『ONE MUNITE BEAUTY』（きんさんクリニック）

過去
- CHARGE YOUR POWER（ - 2022年04月30日）[注 2]